# Chrysogorgia pentasticha
Chrysogorgia pentasticha is een zachte koraalsoort uit de familie Chrysogorgiidae. De koraalsoort komt uit het geslacht Chrysogorgia. Chrysogorgia pentasticha werd in 1902 voor het eerst wetenschappelijk beschreven door Versluys.